# Глубоково (Нижегородская область)
 Глубоково  — деревня в Шарангском районе Нижегородской области в составе Большерудкинского сельсовета.

## География
Расположена на расстоянии примерно 5 км на восток по прямой от районного центра посёлка Шаранга.

## История
Известна с 1891 года как починок Глубоковский, где в 1905 году (тогда уже Глубоков) было дворов 11 и жителей 85, в 1926 (деревня Глубоково) 19 и 117, в 1950 30 и 101.

## Население
Постоянное население составляло 51 человек (русские 90 %) в 2002 году, 25 в 2010.